# Skeingesjön
Skeingesjön este o arie protejată (arie specială de conservare — SAC, sit de importanță comunitară — SCI) din Suedia întinsă pe o suprafață de 276,1 ha, integral pe uscat.

## Localizare
Centrul sitului Skeingesjön este situat la coordonatele 56°22′06″N 13°53′37″E / 56.3683°N 13.8936°E.

## Înființare
Situl Skeingesjön a fost declarat sit de importanță comunitară în ianuarie 2002 pentru a proteja 1 specie de plante și 1 specie de animale. Situl a fost protejat și ca arie specială de conservare în martie 2011.

## Biodiversitate
Situată în ecoregiunile boreală și continentală, aria protejată conține 3 habitate naturale: Pășuni din zone de pădure fino-scandinave, Ape oligotrofe din câmpii nisipoase, cu un conținut foarte redus de minerale (Littorelletalia uniflorae), Pajiști cu Molinia pe soluri calcaroase, turboase sau argilos-nămoloase (Molinion caeruleae).
La baza desemnării sitului se află mai multe specii protejate:
- plante (1): Dichelyma capillaceum
- mamifere (1): vidră de râu (Lutra lutra)